# نادي كولوبارا
نادي كولوبارا لكرة القدم (بالصربية:ФК Колубара) نادي كرة قدم صربي يلعب في الدوري الصربي لكرة القدم. تم تأسيس النادي في سنة 1919 .